# 布忍神社

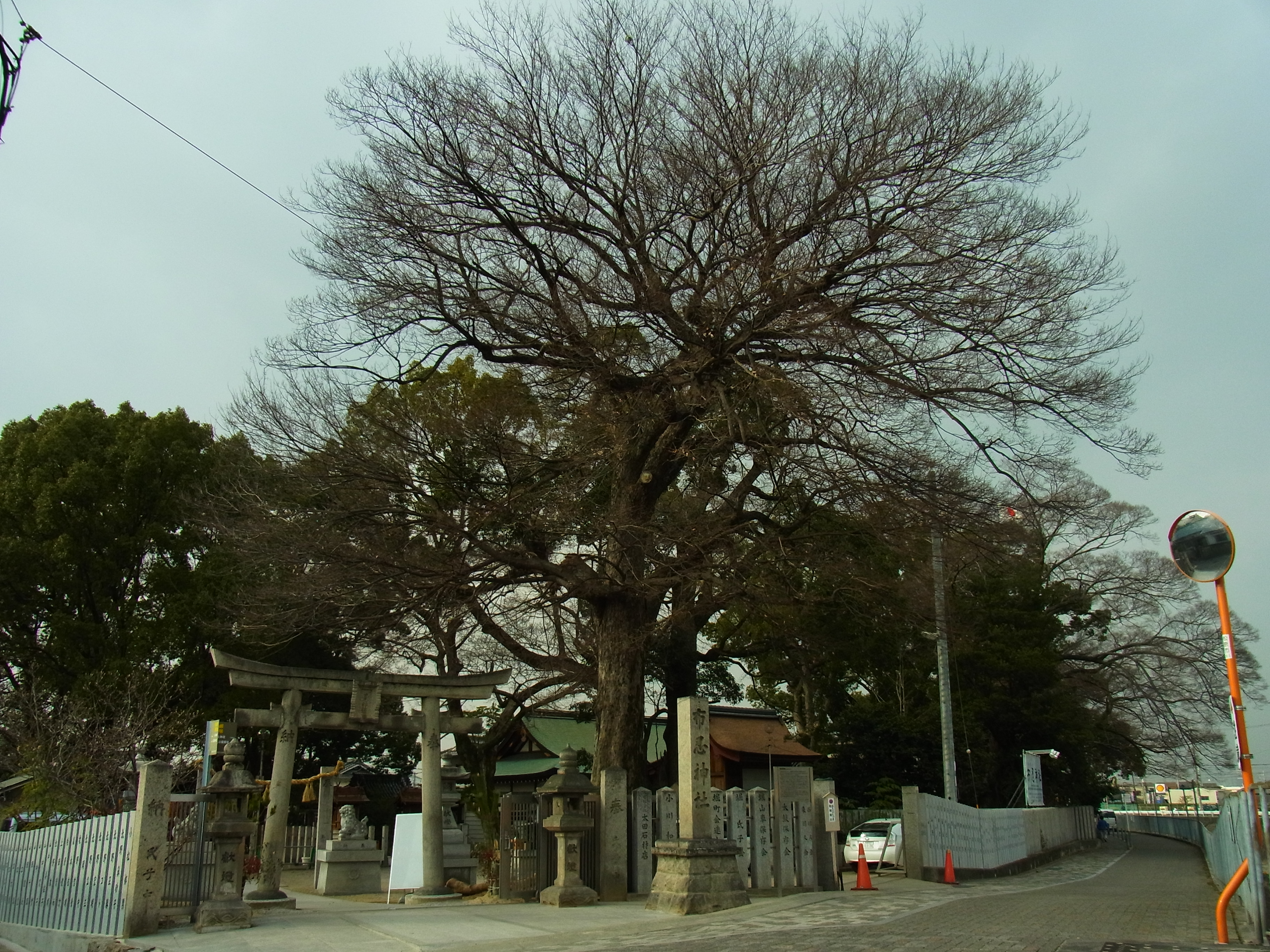
境内

布忍神社（ぬのせじんじゃ）は、大阪府松原市にある神社。旧社格は村社。

## 祭神
- 主祭神 - 速須佐男之尊、八重事代主之尊、建甕槌雄之尊

## 歴史
創建年代は不詳であるが、当社の社記によれば、北18町（約2㎞）にある天美の氏神である阿麻美許曽神社から、速須佐男之尊を白布を敷いて招いたことが由来とされており、社名を「布忍」にして村名を向井としたとある。また、「布忍」の由来は日本書紀にある布忍入姫命（ぬのしいりびめのみこと、日本武尊の娘）が由来であるともいわれる。それは父の日本武尊の白鳥陵が羽曳野市に、兄の仲哀天皇の岡ミサンザイ古墳が藤井寺市というように布忍の近くに所在していることから推察される説である。
高木（現・北新町3丁目）にある布忍寺東之坊の縁起によると、弘仁5年（814年）に嵯峨天皇の勅願によって空海が布忍寺の伽藍を再建した際、本堂に薬師如来、五重塔に大日如来を祀り、鎮守として牛頭天王（速須佐男之尊）を布忍七カ村の産土神として祀ったとある。
また、 大林寺（現・北新町1丁目）の『布忍山永興寺略縁起』には、「布忍寺は寛治3年（1089年）5月に永興律師を導いた童子が白い布を以って、面をたれて人を忍んで化現した姿で現れたのでこのようによばれた。しかし、のち同寺の永く興然たることを願う故か、あるいは永興律師の草創にちなんで、永興寺とも称されたのである」とある。
こうして、当社は永興寺ともよばれた布忍寺の鎮守社となったが、布忍寺は1873年（明治6年）に廃寺となり神仏分離によって当社は独立し、後に村社に列せられている。なお、現在は布忍寺塔頭であった東之坊が布忍寺の名を継いでいる。
布忍神社、柴籬神社、我堂八幡宮、屯倉神社、阿保神社（ここまで松原市）、阿麻美許曽神社（大阪市東住吉区）の6社で「開運松原六社参り」を行っている。

## 境内
- 本殿（大阪府指定有形文化財） - 江戸時代前期の再建。1983年（昭和58年）修復。一間社流造。本殿は創建当時のものに忠実に復元されており、蛙股には神仏習合の時代そのままに薬師如来を表す梵字（バイ）が彫刻されている。また、伝狩野探幽筆という唐獅子の壁画も修復され建造物と絵画の融合例として貴重である[3]。
- 拝殿
- 社務所
- 表門

### 摂末社
- 末廣稲荷社
- 白蛇大神社

## 文化財

### 大阪府指定有形文化財
- 本殿 附：木片（ 寛文3年（1663年）銘）[4]

### 大阪市指定有形文化財
- 布忍八景扁額 - 江戸時代中期作。

## 所在地
- 大阪府松原市北新町2丁目4-11

## アクセス
- 近鉄南大阪線布忍駅から西へ徒歩5分